# 清胤 (真言宗)
清胤（せいいん、大永2年（1522年）- 慶長5年10月10日（1600年11月15日））は、戦国時代から安土桃山時代にかけての真言宗の僧侶。舜学坊と号した。

## 略歴
若くして高野山金剛峯寺に入り、天文年間末期に同寺無量光院の第3世となる。越後国の長尾景虎（上杉謙信）はかねてから彼を崇敬して、上洛の度に必ず清胤の元を訪れたと言われている。
永禄5年（1560年）には謙信により越後国に招かれて同国の宝幢寺 を寄贈される。天正2年（1574年）には再度越後を訪問して正式に謙信と師弟の契りを交えてその修行の導師を務め、翌年には謙信に阿闍梨権大僧都の地位を授けた。